# Maksim Sorokin
Maksim Ilitx Sorokin (22 de gener de 1968 – 30 de juny de 2007) fou un jugador i entrenador d'escacs rus, que tenia el títol de Gran Mestre. En el període 1998–2002 va representar internacionalment l'Argentina.

## Biografia i resultats destacats en competició
El 1990 empatà al primer lloc al penúltim Campionat de la RFS de Rússia que se celebrà, a Kúibixev, abans de la dissolució de la Unió Soviètica.
El 1993, als 25 anys, Sorokin va anar a l'Argentina per jugar el Magistal San Martín, que va guanyar brillantment, i va optar per quedar-se al país, la ciutadania del qual va obtenir el 1998. Va entrenar Hugo Spangenberg i posteriorment es va casar amb la mare del seu deixeble. A l'Argentina hi va guanyar nombrosos torneigs, com ara els oberts internacionals de Vila Martelli (1995 i 1997) i Paraná (1995). El 1998 era el millor jugador del rànquing argentí, i va representar l'Argentina a l'Olimpíada d'escacs de 1998, a Calmúquia. El 1999 es va separar i va marxar de l'Argentina.
El 2004 va empatar al primer lloc amb Saidali Yo‘ldoshev al Memorial Murzagaliev a Uralsk, Kazakhstan. El 2005 fou 8è al fortíssim Aeroflot Open.
Era també un molt prestigiós entrenador d'escacs, que havia entrenat l'equip femení de Rússia, i era entrenador en cap a l'escola de GM de Calmúquia. El 2007 va entrenar Serguei Rublevski durant els Matxs de Candidats a Elista.